# 四苯基硅
四苯基硅是一种碳硅烷，化学式 (C
6H
5)
4Si。

## 制备
四苯基硅是在1886年由 A. Polis 通过四氯化硅、氯苯和金属钠在乙醚的反应，首次制备的。
{\displaystyle \mathrm {4\ ClC_{6}H_{5}+\ SiCl_{4}\ +\ 8\ Na\longrightarrow Si(C_{6}H_{5})_{4}+8\ NaCl} }
它也可以由苯基锂和四氯化硅反应而成。
{\displaystyle \mathrm {4\ LiC_{6}H_{5}+SiCl_{4}\longrightarrow Si(C_{6}H_{5})_{4}+4\ LiCl} }
四苯基硅也可以由八苯基环丁硅烷分解而成。

## 性质
四苯基硅是一种白色固体，不溶于水。它很稳定，加热到 550 °C 也不会分解。它难溶于乙醚和乙醇，易溶于热的苯。